# 1623
Il 1623 (MDCXXIII in numeri romani) è un anno  del XVII secolo.

## Eventi
- John Heminge e Henry Condell pubblicano Mr. William Shakespeare's Comedies, Histories & Tragedies, la prima raccolta completa delle opere teatrali di William Shakespeare.
- 6 agosto – A Roma viene eletto Papa il cardinale Barberini con il nome di Urbano VIII.
- 6 agosto – Battaglia di Stadtlohn: Durante la fase boema della guerra dei trent'anni, l'esercito protestante di Cristiano di Brunswick viene sconfitto da quello della Lega Cattolica al comando del conte di Tilly.
- 20 agosto – Alla fortezza di Burgstall (Franconia) si scontrano svedesi e bavaresi in una battaglia terrestre durante la Guerra dei trent'anni.
- Ottobre – A Roma viene pubblicato il trattato Il Saggiatore di Galileo Galilei.

## Nati

### Gennaio
- 14 gennaio - Ferenc II Nádasdy, militare ungherese († 1671)

### Febbraio
- 6 febbraio - Ferdinando Federico Egon di Fürstenberg-Heiligenberg, nobile tedesco († 1662)
- 15 febbraio - Onorio Domenico Caramella, letterato, poeta e religioso italiano († 1661)
- 21 febbraio - Giuseppe Maria Sebastiani, vescovo cattolico italiano († 1689)

### Marzo
- 4 marzo - Jacob van der Does, incisore, pittore e disegnatore olandese († 1673)
- 27 marzo - Francesco Negri, presbitero, esploratore e scrittore italiano († 1698)

### Aprile
- 11 aprile - Decio Azzolino il Giovane, cardinale italiano († 1689)
- 20 aprile - Olimpia Aldobrandini, nobildonna italiana († 1681)
- 20 aprile - Pirro De Capitani, nobile e politico italiano († 1690)
- 27 aprile - Giselda Zamoyska, principessa polacca († 1672)
- 30 aprile - François de Montmorency-Laval, vescovo cattolico francese († 1708)

### Maggio
- 27 maggio - William Petty, filosofo, medico e economista inglese († 1687)
- 30 maggio - John Egerton, II conte di Bridgewater, nobile inglese († 1686)
- 30 maggio - Wallerant Vaillant, pittore, disegnatore e incisore olandese († 1677)

### Giugno
- 8 giugno - Paluzzo Paluzzi Altieri degli Albertoni, cardinale e arcivescovo cattolico italiano († 1698)
- 15 giugno - Cornelis de Witt, politico olandese († 1672)
- 19 giugno - Blaise Pascal, matematico, fisico e filosofo francese († 1662)
- 25 giugno - Giuseppe Tricarico, compositore italiano († 1697)

### Luglio
- 6 luglio - Jacopo Melani, compositore, organista e cantante italiano († 1676)
- 14 luglio - Edvige Sofia di Brandeburgo, principessa prussiana († 1683)
- 24 luglio - Giuseppe Vittorio Alberti d'Enno, vescovo cattolico italiano († 1695)

### Agosto
- 4 agosto - Federico Casimiro di Hanau, conte tedesco († 1685)
- 5 agosto - Alberto Sigismondo di Baviera, vescovo cattolico tedesco († 1685)
- 5 agosto - Antonio Cesti, compositore italiano († 1669)
- 10 agosto - Lorenzo Crasso, nobile, letterato e poeta italiano († 1691)
- 18 agosto - Pieter Janssens Elinga, pittore olandese († 1682)
- 23 agosto - Stanisław Lubieniecki, teologo, astronomo e storico polacco († 1675)
- 25 agosto - Filippo Lauri, pittore italiano († 1694)
- 26 agosto - Johann Sigismund Elsholtz, medico e naturalista tedesco († 1688)

### Settembre
- 6 settembre - Sidonia Elisabetta di Salm-Reifferscheidt, nobildonna tedesca († 1686)
- 10 settembre - Carpoforo Tencalla, pittore svizzero († 1685)
- 21 settembre - Jean-Boniface Festaz, filantropo e politico italiano († 1682)
- 23 settembre - Stefano degli Angeli, matematico e filosofo italiano († 1697)

### Ottobre
- 9 ottobre - Ferdinand Verbiest, gesuita, missionario e astronomo fiammingo († 1688)
- 12 ottobre - Pietro Furga, giurista italiano († 1667)
- 17 ottobre - Francesco Turrettini, teologo svizzero († 1687)
- 27 ottobre - Herman Nauwincx, pittore, incisore e mercante olandese († 1670)

### Novembre
- 28 novembre - Giovanni Battista Caccioli, pittore italiano († 1675)

### Dicembre
- 1º dicembre - Cristiano Ludovico I di Meclemburgo-Schwerin, duca († 1692)
- 8 dicembre - Ernesto d'Assia-Rheinfels, nobile tedesco († 1693)
- 9 dicembre - Gundakar von Dietrichstein, principe e politico austriaco († 1690)
- 13 dicembre - Francesco Eschinardi, fisico e matematico italiano († 1703)
- 16 dicembre - Ercole Grimaldi, nobile monegasco († 1651)
- 28 dicembre - Elisabetta Augusta Christiansdatter, contessa danese († 1677)

### Senza giorno specificato
- Tommaso Aversa, poeta e drammaturgo italiano († 1663)
- Hendrick van Balen il Giovane, pittore fiammingo († 1661)
- Bian Yujing, pittrice e musicista cinese († 1655)
- Carlo III di Créquy, diplomatico e generale francese († 1687)
- Abraham Conrad Buchau, scultore tedesco († 1701)
- Giovanni Battista Casella "de Annibale", scultore e stuccatore svizzero († 1678)
- Margaret Cavendish, scrittrice, filosofa e saggista inglese († 1673)
- Silvestro Chiesa, pittore italiano († 1657)
- Francesco Di Maria, pittore italiano († 1690)
- Giuseppe Diamantini, pittore, incisore e poeta italiano († 1705)
- George Downing, militare e diplomatico inglese († 1684)
- Francesco Luigi di Lorena, nobile francese († 1694)
- José de Garro, generale spagnolo († 1702)
- Giovanni Ghisolfi, pittore italiano († 1683)
- Mattheus van Helmont, pittore fiammingo
- Kirill Poluektovič Naryškin, nobile russo († 1661)
- Annibale Leonardelli, gesuita italiano († 1702)
- Jan Małachowski, vescovo cattolico polacco († 1699)
- Robert Nanteuil, pittore e incisore francese († 1678)
- Reinier Nooms, incisore, pittore e disegnatore olandese († 1664)
- Ángel de Peredo, spagnolo
- Franz Pfyffer von Altishofen, ufficiale svizzero († 1696)
- John Playford, editore musicale e compositore inglese († 1686)
- François de Poilly, incisore francese († 1693)
- Henry Power, medico britannico († 1668)
- Sisto Reina, francescano, compositore e organista italiano
- Ottavio Scarlattini, teologo, filosofo e matematico italiano († 1699)
- Algernon Sidney, politico inglese († 1683)
- Girolamo Vitali, astrologo, matematico e religioso italiano († 1698)
- Maurizio da Correggio, nobile italiano († 1672)
- Joris van Son, pittore fiammingo († 1667)

## Morti

### Gennaio
- 1º gennaio - Paul Hentzner, avvocato tedesco (n. 1558)
- 15 gennaio - Leonardo Lessio, teologo olandese (n. 1554)
- 15 gennaio - Paolo Sarpi, teologo, storico e scienziato italiano (n. 1552)
- 18 gennaio - Alberico I Cybo-Malaspina, sovrano italiano (n. 1534)
- 28 gennaio - Annibale Chieppio, nobile e politico italiano (n. 1563)
- 28 gennaio - Cesare Trombetta, presbitero italiano (n. 1571)

### Febbraio
- 8 febbraio - Thomas Cecil, I conte di Exeter, nobile, politico e militare inglese (n. 1542)

### Marzo
- 2 marzo - Enrico de La Tour d'Auvergne, nobile e militare francese (n. 1555)
- 7 marzo - Luis Mendez de Vasconcellos, militare portoghese (n. 1542)
- 17 marzo - Hieronymus Francken II, pittore fiammingo (n. 1578)
- 29 marzo - Scévole de Sainte-Marthe, poeta, umanista e politico francese (n. 1536)

### Aprile
- 11 aprile - Nicola Antonio Stigliola, filosofo, architetto e medico italiano (n. 1546)
- 16 aprile - Domenico Fetti, pittore italiano (n. 1589)
- 19 aprile - Uesugi Kagekatsu, militare giapponese (n. 1556)
- 21 aprile - Nicolas Coeffeteau, vescovo cattolico, teologo e storico francese (n. 1574)

### Maggio
- 4 maggio - Asprilio Pacelli, compositore italiano (n. 1570)
- 5 maggio - Philip Rosseter, compositore, liutista e impresario teatrale inglese (n. 1567)
- 9 maggio - Vito Carrera, pittore italiano (n. 1578)
- 19 maggio - Mariam-uz-Zamani, principessa indiana (n. 1542)

### Giugno
- 2 giugno - Alessandro Damasceni Peretti, cardinale italiano (n. 1571)
- 13 giugno - Hon'inbō Sansa, goista giapponese (n. 1559)
- 19 giugno - Katō Sadayasu, militare giapponese (n. 1580)
- 26 giugno - Innocenzo Martini, pittore italiano (n. 1551)
- 28 giugno - Federico Ubaldo della Rovere, duca (n. 1605)

### Luglio
- 4 luglio - William Byrd, compositore e organista inglese
- 8 luglio - Papa Gregorio XV, papa, arcivescovo cattolico e cardinale italiano (n. 1554)
- 26 luglio - Gaspar Aguilar, poeta e drammaturgo spagnolo (n. 1561)

### Agosto
- 3 agosto - Martino Ferrabosco, architetto e incisore svizzero
- 6 agosto - Anne Hathaway,  inglese (n. 1555)
- 9 agosto - Giorgio di Nassau-Dillenburg, nobile tedesco (n. 1562)
- 12 agosto - Stefano Pignatelli, cardinale italiano (n. 1578)
- 12 agosto - Antonio Priuli, doge (n. 1548)
- 18 agosto - Nicolas Bergier, archeologo, storico e avvocato francese (n. 1567)
- 19 agosto - Giacomo Serra, cardinale italiano (n. 1570)
- 24 agosto - Antonio Maria Sauli, cardinale e arcivescovo cattolico italiano (n. 1541)
- 29 agosto - Kuroda Nagamasa, militare giapponese (n. 1568)

### Settembre
- 1º settembre - Marco Antonio Gozzadini, cardinale e vescovo cattolico italiano (n. 1574)
- 5 settembre - Ottavio d'Aragona Tagliavia, nobile, politico e militare italiano (n. 1565)
- 6 settembre - Maria del Lussemburgo, duchessa francese (n. 1562)
- 6 settembre - Tiberio Gambaruti, letterato italiano (n. 1571)
- 6 settembre - Francesco Sacrati, cardinale e arcivescovo cattolico italiano (n. 1567)
- 8 settembre - Giovanni Antonio Fuccioli, presbitero italiano (n. 1541)
- 21 settembre - Francesco Mati, pittore italiano (n. 1561)
- 22 settembre - Raffaele Fagnani, giurista e letterato italiano (n. 1552)
- 26 settembre - Charles Grey, VII conte di Kent, nobile inglese
- 27 settembre - Giovanni VII di Nassau-Siegen, conte tedesco (n. 1561)
- 28 settembre - Giovanni Giorgio di Hohenzollern-Hechingen, conte (n. 1577)
- 30 settembre - Cesare Gherardi, cardinale e vescovo cattolico italiano (n. 1577)

### Novembre
- 10 novembre - Bernardino Malpizzi, pittore italiano (n. 1553)
- 11 novembre - Philippe Duplessis-Mornay, scrittore, politico e teologo francese (n. 1549)
- 12 novembre - Giosafat Kuncewycz, arcivescovo cattolico, monaco cristiano e santo ucraino (n. 1580)
- 13 novembre - Erdmuthe di Brandeburgo, principessa tedesca (n. 1561)
- 14 novembre - Didier de La Cour, abate francese (n. 1550)
- 30 novembre - Isabella Pallavicino, letterata italiana (n. 1549)
- 30 novembre - Thomas Weelkes, organista e compositore inglese (n. 1576)

### Dicembre
- 4 dicembre - Girolamo De Angelis, missionario e gesuita italiano (n. 1567)
- 19 dicembre - Ottaviano Bon, ambasciatore italiano (n. 1552)
- 23 dicembre - Arcangelo Giani, presbitero e teologo italiano (n. 1552)
- 24 dicembre - Michel Coignet, ingegnere e matematico fiammingo (n. 1549)
- 25 dicembre - Lucio Sanseverino, cardinale e arcivescovo cattolico italiano (n. 1564)

### Senza giorno specificato
- Abdullah Ma'ayat Shah di Johor, sovrano malese (n. 1571)
- Tulsidas, poeta e mistico indiano (n. 1532)
- Pietro Bernardi, pittore italiano
- Francesco Brizio, pittore e incisore italiano
- Agostino Bugiardini, scultore italiano
- Ansaldo Cebà, poeta e scrittore italiano (n. 1565)
- Antonio Cimatori, pittore italiano
- Benedetto Da Lezze, politico italiano (n. 1578)
- Giles Fletcher il Giovane, scrittore scozzese (n. 1586)
- Manuel Godinho de Erédia, militare, scrittore e cartografo portoghese (n. 1563)
- Juan de Hevia Bolaños, giurista spagnolo (n. 1570)
- Sempronio II Malatesta, condottiero italiano (n. 1528)
- Serafino Malpizzi, pittore e incisore italiano (n. 1553)
- Bartolomeo de Mutiis, cantante e compositore italiano
- Antonio Muttone, architetto italiano
- Johannes Olearius, teologo tedesco (n. 1546)
- Cristoforo Prestinari, artista italiano
- Pietro Provedi, architetto italiano (n. 1562)
- Francisco Sanches, medico, filosofo e matematico portoghese (n. 1551)
- Ottavio Saracini, vescovo cattolico italiano
- Ottavio II Thiene, nobile (n. 1582)
- Teofilo Torri, pittore italiano (n. 1554)
- Giovanni Valesio, incisore italiano (n. 1579)
- Alfonso Villagut, teologo e giurista italiano (n. 1566)
- Alonso de Ledesma, poeta e scrittore spagnolo (n. 1562)

## Calendario
| Calendario 1623 | Calendario 1623 | Calendario 1623 | Calendario 1623 | Calendario 1623 | Calendario 1623 | Calendario 1623 | Calendario 1623 | Calendario 1623 | Calendario 1623 | Calendario 1623 | Calendario 1623 | Calendario 1623 | Calendario 1623 | Calendario 1623 | Calendario 1623 | Calendario 1623 | Calendario 1623 | Calendario 1623 | Calendario 1623 | Calendario 1623 | Calendario 1623 | Calendario 1623 | Calendario 1623 | Calendario 1623 | Calendario 1623 | Calendario 1623 | Calendario 1623 | Calendario 1623 | Calendario 1623 | Calendario 1623 | Calendario 1623 | Calendario 1623 |
| --------------- | --------------- | --------------- | --------------- | --------------- | --------------- | --------------- | --------------- | --------------- | --------------- | --------------- | --------------- | --------------- | --------------- | --------------- | --------------- | --------------- | --------------- | --------------- | --------------- | --------------- | --------------- | --------------- | --------------- | --------------- | --------------- | --------------- | --------------- | --------------- | --------------- | --------------- | --------------- | --------------- |
|                 | 1               | 2               | 3               | 4               | 5               | 6               | 7               | 8               | 9               | 10              | 11              | 12              | 13              | 14              | 15              | 16              | 17              | 18              | 19              | 20              | 21              | 22              | 23              | 24              | 25              | 26              | 27              | 28              | 29              | 30              | 31              |                 |
| Gennaio         | Do              | Lu              | Ma              | Me              | Gi              | Ve              | Sa              | Do              | Lu              | Ma              | Me              | Gi              | Ve              | Sa              | Do              | Lu              | Ma              | Me              | Gi              | Ve              | Sa              | Do              | Lu              | Ma              | Me              | Gi              | Ve              | Sa              | Do              | Lu              | Ma              |                 |
| Febbraio        | Me              | Gi              | Ve              | Sa              | Do              | Lu              | Ma              | Me              | Gi              | Ve              | Sa              | Do              | Lu              | Ma              | Me              | Gi              | Ve              | Sa              | Do              | Lu              | Ma              | Me              | Gi              | Ve              | Sa              | Do              | Lu              | Ma              |                 |                 |                 |                 |
| Marzo           | Me              | Gi              | Ve              | Sa              | Do              | Lu              | Ma              | Me              | Gi              | Ve              | Sa              | Do              | Lu              | Ma              | Me              | Gi              | Ve              | Sa              | Do              | Lu              | Ma              | Me              | Gi              | Ve              | Sa              | Do              | Lu              | Ma              | Me              | Gi              | Ve              |                 |
| Aprile          | Sa              | Do              | Lu              | Ma              | Me              | Gi              | Ve              | Sa              | Do              | Lu              | Ma              | Me              | Gi              | Ve              | Sa              | Do              | Lu              | Ma              | Me              | Gi              | Ve              | Sa              | Do              | Lu              | Ma              | Me              | Gi              | Ve              | Sa              | Do              |                 |                 |
| Maggio          | Lu              | Ma              | Me              | Gi              | Ve              | Sa              | Do              | Lu              | Ma              | Me              | Gi              | Ve              | Sa              | Do              | Lu              | Ma              | Me              | Gi              | Ve              | Sa              | Do              | Lu              | Ma              | Me              | Gi              | Ve              | Sa              | Do              | Lu              | Ma              | Me              |                 |
| Giugno          | Gi              | Ve              | Sa              | Do              | Lu              | Ma              | Me              | Gi              | Ve              | Sa              | Do              | Lu              | Ma              | Me              | Gi              | Ve              | Sa              | Do              | Lu              | Ma              | Me              | Gi              | Ve              | Sa              | Do              | Lu              | Ma              | Me              | Gi              | Ve              |                 |                 |
| Luglio          | Sa              | Do              | Lu              | Ma              | Me              | Gi              | Ve              | Sa              | Do              | Lu              | Ma              | Me              | Gi              | Ve              | Sa              | Do              | Lu              | Ma              | Me              | Gi              | Ve              | Sa              | Do              | Lu              | Ma              | Me              | Gi              | Ve              | Sa              | Do              | Lu              |                 |
| Agosto          | Ma              | Me              | Gi              | Ve              | Sa              | Do              | Lu              | Ma              | Me              | Gi              | Ve              | Sa              | Do              | Lu              | Ma              | Me              | Gi              | Ve              | Sa              | Do              | Lu              | Ma              | Me              | Gi              | Ve              | Sa              | Do              | Lu              | Ma              | Me              | Gi              |                 |
| Settembre       | Ve              | Sa              | Do              | Lu              | Ma              | Me              | Gi              | Ve              | Sa              | Do              | Lu              | Ma              | Me              | Gi              | Ve              | Sa              | Do              | Lu              | Ma              | Me              | Gi              | Ve              | Sa              | Do              | Lu              | Ma              | Me              | Gi              | Ve              | Sa              |                 |                 |
| Ottobre         | Do              | Lu              | Ma              | Me              | Gi              | Ve              | Sa              | Do              | Lu              | Ma              | Me              | Gi              | Ve              | Sa              | Do              | Lu              | Ma              | Me              | Gi              | Ve              | Sa              | Do              | Lu              | Ma              | Me              | Gi              | Ve              | Sa              | Do              | Lu              | Ma              |                 |
| Novembre        | Me              | Gi              | Ve              | Sa              | Do              | Lu              | Ma              | Me              | Gi              | Ve              | Sa              | Do              | Lu              | Ma              | Me              | Gi              | Ve              | Sa              | Do              | Lu              | Ma              | Me              | Gi              | Ve              | Sa              | Do              | Lu              | Ma              | Me              | Gi              |                 |                 |
| Dicembre        | Ve              | Sa              | Do              | Lu              | Ma              | Me              | Gi              | Ve              | Sa              | Do              | Lu              | Ma              | Me              | Gi              | Ve              | Sa              | Do              | Lu              | Ma              | Me              | Gi              | Ve              | Sa              | Do              | Lu              | Ma              | Me              | Gi              | Ve              | Sa              | Do              |                 |